# Victor Auger
Pour les articles homonymes, voir Auger.
Victor Émile Auger, né le 5 janvier 1864 à Amboise et mort le 20 novembre 1949 à Paris 14e, est un chimiste français. Il a étudié les dérivés organiques du phosphore, de l'arsenic et de l'antimoine.

## Biographie
Fils d'un boulanger, Victor Émile Auger commence des études supérieures à l'université de Bâle et, docteur en philosophie à 22 ans, revient à Paris pour préparer une thèse au laboratoire de Charles Friedel. Il est docteur de chimie organique de l'université de Bâle avant d'être docteur de chimie organique de la Faculté des sciences de Paris en 1890 car sa formation n'était pas valable en France. Sa thèse intitulée Contribution à l'étude des chlorures d'acides bibasiques qui prolonge l'enthousiasme pionnier de Charles Adolphe Wurtz et de Charles Friedel pour le champ de la chimie organique, aborde divers composés sulfurés, comme l'anhydride thio-succinique. Ses communications sur les chlorures d'acides du groupe malonique en commun avec Auguste Béhal, puis ses collaborations avec Marquis et Billy en constituent le prolongement. Dicétones, thioacides et vanilline font l'objet d'études approfondies.
Il accomplit un séjour studieux au laboratoire de la Société des matières colorantes de Saint-Denis avant d'être nommé maître de conférences à l'Université des sciences de Bordeaux. Charles Friedel, mécontent avec son ami Charles Adolphe Wurtz de la formation globale des élèves chimistes, s'investit en créant en 1896 le laboratoire d'enseignement pratique de la chimie appliquée. Il recherche des maîtres de grande qualité, et rappelle à Paris pour organiser les exercices pratiques de la seconde année en 1897 son ancien élève, Victor Auger, auréolé en chimie organique du Prix Jecker conféré par l'Académie des sciences. L'année suivante, son maître, pleinement satisfait, lui confie l'organisation de la troisième année. Victor Auger reste pendant onze années chef de travaux de ce laboratoire d'enseignement pratique. Il accueille dans son laboratoire de la Sorbonne, une multitude d'anciens élèves à l'institut de Chimie, leur offrant parfois un poste éphémère d'assistant préparateur, parmi lesquels figure de 1904 à 1907 Eugène Schueller, jeune ingénieur chimiste juste sorti major de promotion, qui sera le fondateur de L'Oréal. Tout en restant en contact avec l'institut de Chimie, le laboratoire de la faculté de Pharmacie et l'École supérieure de physique et de chimie industrielles de la ville de Paris, institution chère à Pierre Curie, ancien préparateur de Charles Friedel, il obtient un poste de maître de conférence en chimie analytique en 1908.
Après 1900, la réaction de Grignard et divers procédés récents de chimie organique lui permettent de préparer de nouveaux composés organiques de phosphore, d'arsenic et d'antimoine. Il montre aussi l'existence d'une classe de sels de manganèse, les mangani-manganates, par combinaison d'acide manganeux et d'acide manganique. Le vert de Cassel, bien connu des peintres, est désormais obtenu pur, il apparaît comme un sel de baryum de l'acide mangani-manganique. Notons que les mangani-manganates alcalins sont des sels cristallisés parfaitement définis par leurs structures, mais très facilement hydrolysables, ce qui rend leur préparation en absence de traces d'eau délicate.
S'il n'est d'abord qu'un professeur sans chaire en 1922 tout en travaillant notamment pour l'entreprise Poulenc frères au début des années vingt, ce chimiste habile est nommé professeur de chimie analytique à l'École supérieure de physique et de chimie industrielles de la ville de Paris de 1925 à 1934. Il reçoit en 1928 la chaire de chimie appliquée à la Faculté des sciences de Paris, vacante après la disparition de Camille Chabrié. Il l'occupe jusqu'en 1934, date de sa limite d'âge. La limite d'âge n'entrave en rien son inlassable activité de chercheur et de formateur au laboratoire, jusqu'aux jours sombres de 1940 où il lui est notifié de quitter toutes ses activités bénévoles à l'université.
Jusqu'en 1939, comme le rappelle son ancien élève de travaux pratiques, Louis Hackspill, le professeur émérite, à la barbe fleuve, blanchie dès la cinquantaine, gardait une joyeuse faculté d'enseigner, avec une fraîcheur inégalée, les domaines les plus ardus de la chimie analytique et fréquentait, avec assiduité et un indéniable esprit juvénile et malicieux, séances et conférences, les animant ou y produisant les derniers résultats de recherche. L'interruption brutale de ses activités bénévoles et sa retraite pendant quatre années de la période d'occupation, sans compter les émotions et souffrances ressenties, change l'homme en vieillard fragile lorsqu'il hante les mêmes lieux universitaires après 1946.
Ses travaux comportant une centaine de contributions, principalement publiées par le bulletin de la Société Chimique ou à l'Académie des sciences, couvrent les domaines de la chimie organique, avec l'étude des dérivés du phosphore, de l'arsenic, de l'antimoine et de la chimie minérale ou de la chimie des métaux (étude du molybdène, du manganèse, de l'uranium). Il est également connu pour la mise au point de méthodes de dosage des sulfates, de l'ammoniac et du cobalt.
Victor Auger avait épousé Eugénie Blanchet en 1897 dès son retour à Paris. Son épouse attentionnée veilla sur lui jusqu'à ses derniers jours. Victor et Eugénie sont les parents du physicien Pierre Auger ainsi que de ses sœurs, Colette Perrin et Simone Pagès. Il est le grand-père du physicien Nils Perrin, du biologiste David Perrin, du médecin Françoise Chapuis et de l'historien de l'art Olivier Pagès.

## Engagements, honneurs et récompenses
En 1914, le chimiste Victor Auger, trop âgé pour être mobilisé, répond à l'appel du ministère de la guerre en quête de chimistes qualifiés. En 1915, il met au point une fabrication plus facile de dinitrophénol à partir de chlorobenzène. La société Air Liquide exploite ce procédé laissé libre de droit. De manière aussi désintéressée, il installe aux usines Camus et Duchemin un atelier de fabrication d'acide monochloroacétique, produit intermédiaire de l'indigo, qui faisait alors défaut en France. Les pouvoirs publics lui décernent en 1919 la croix de Chevalier de la Légion d'honneur, pour l'ensemble de ses contributions altruistes en temps de guerre.
Officier en 1933, puis commandeur de la Légion d'honneur en 1947, Victor Auger avait été également un membre actif de la Ligue des droits de l'homme, prenant la suite de son maître Charles Friedel, et un signataire du Comité de vigilance des intellectuels antifascistes, ce qui explique son exclusion de l'université et sa persécution ou son isolement après mai 1940. Pendant 61 ans, il avait adhéré à la Société française de chimie, et ce membre fidèle s'y était investi en tant que membre du conseil, président (1903) et vice-président. Il était lauréat du Prix Jecker de l'Académie des sciences (1896 et 1928) et de la médaille Berthelot (1928).

## Distinctions
- Commandeur de la Légion d'honneur

## Citation
- « Il y a deux choses merveilleuses dans la vie : apprendre et enseigner », aimait déclarer Victor Auger. Et si l'interlocuteur demandait laquelle des deux il préférait, sa réponse fusait sans hésiter « enseigner »[9].

## Publications
- Emploi des indicateurs colorés en analyse.
- Conférences faites au laboratoire de Charles Friedel, Paris, G. Carré, 1889-1896.
- Sur les chlorures d'acides bibasiques, Paris, Gauthier-Villars, 1890.
- L'industrie des matières colorantes après la guerre, 1917.
- Principes de l'analyse chimique, Paris, Armand Colin, 1921.
- La jeunesse inquiète d'Alphonse de Lamartine, 1925.
- Cours de chimie analytique, Association des élèves de l'Institut de chimie de Paris, 1927.
- Notice sur les travaux scientifiques de Victor Auger, Paris, Gauthier-Villars, 1928.